# حبيب زايدي
حبيب زايدي باحث جزائري متخصص في مجال الفيزياء الطبية، مواليد العلمة في الجزائر. حاليًا، يشغل منصب عضو في مركز جنيف للعلوم العصبية بجامعة جنيف منذ عام 2004، إضافة إلى أنه يُدير مختبر الأجهزة والتصوير العصبي المعروف بالاختصار PINLab في المستشفى الجامعي بجنيف. وبالإضافة إلى ذلك، يعمل كبير الفيزيائيين في قسم التصوير الطبي.
ويُشغل أيضًا منصب أستاذ مشارك في جامعة جنيف في سويسرا، ويحمل أيضًا لقب أستاذ فخري في جامعة جرونينجن في هولندا. وهو أستاذ زائر في جامعة سيرجي بونتواز والمدرسة الوطنية العليا للإلكترونيات وتطبيقاتها في فرنسا، بالإضافة إلى كونه أستاذًا زائرًا في جامعة طهران للعلوم الطبية.

## حياته
وُلد في بلدة العلمة عام من أبوين في مجال التعليم. حصل على درجة البكالوريوس في الهندسة الكهربائية من جامعة سطيف بالجزائر في عام 1990 التحق بجامعة لُونُد بسويسرا ليحصل منها على درجة الماجستير في الفيزياء الطبية  من مركز الإشعاع للأبحاث عام 1993 وحصل على درجة الدكتوراه في نفس التخصص في عام 2000 من جامعة جنيف بسويسرا.

## مسيرته المهنية
بدأ حبيب زايدي حياته العلمية محاضرًا في العديد من الجهات الأكاديمية ذات العلاقة بتخصص الفيزياء الطبية، ومن ثم شغل عدة مناصب عالية المستوى، بما في ذلك دوره خبيرًا ومستشارًا في الطب النووي للوكالة الدولية للطاقة الذرية ومنظمة الصحة العالمية. وكان له دور بارز في العديد من المنظمات واللجان الدولية المتعلقة بالفيزياء الطبية، منها لجنة الحماية من الإشعاع بمستشفى جامعة جنيف ومندوب في كل من المنظمة الدولية للفيزياء الطبية والاتحاد الأوروبي لمنظمة الفيزياء الطبية وأخيرا في الاتحاد العالمي في الطب النووي والبيولوجيا.
ويعمل حاليًا أستاذًا باحثًا في مستشفى جامعة جنيف وأستاذ زائر في عدة جامعات في هولندا وألمانيا وفرنسا. وقد ساهم بنشر أكثر من 300 بحث متخصص في مجال التكنولوجيا الطبية، وقاد جهودًا حثيثة في تطوير تكنولوجيا الإشعاع وعلم الأعصاب والتصوير الإشعاعي. تطويره لنموذج رياضي فعّال لمعادلة التناثر الإشعاعي باستخدام نظام توموجرافيا الإنبعاث البيزوتروني "PET" مع نظام التصوير المغناطيسي "MRI" للحصول على معلومات دقيقة على مستوى الخلايا العصبية لجسم الإنسان يعكس تقدمًا كبيرًا في مجال الطب النووي.
بالإضافة إلى ذلك، قاد زايدي تطوير آلات وتجهيزات حديثة لتطبيقات التشخيص الطبي على جسم الإنسان. ويشغل دورًا بارزًا كعضو في العديد من دوريات البحث العلمية في مجال تخصصه.
في 2020، نال الزمالة في المعهد الأمريكي للهندسة الطبية والبيولوجية (AIMBE) 

## الجوائز والتكريمات
- جائزة الكويت لعام 2010 في مجال العلوم التطبيقية ـ تكنولوجيا الطب الحيوي.[7]
- جائزة جمعية الطب النووي والتصوير الجزيئي[الإنجليزية]، سنة 2021.[4]
- جائزة من الجمعية الأوروبية للأشعة[الإنجليزية]، فيينا، بالنمسا في موضوع معلوماتية التصوير والذكاء الاصطناعي، مارس 2021.[4]